# Україна. Повернення своєї історії
Україна. Повернення своєї історії — український історичний цикл документальних фільмів Акіма Галімова. Вперше вийшов на екрани на телеканалі «1+1» 25 серпня 2016 року. Цикл складається з 4-х епізодів, в яких розвіюють історичні міфи, нав'язані українцям протягом багатьох століть.

## Виробництво
Виробництвом циклу займається «1+1 Production Originals» на замовлення телеканалу «1+1». Автором та продюсером став Акім Галімов. Режисерки проєкту — Дарія Саричева, Тетяна Шовкун, сценарист — Руслан Шаріпов. Зйомки відбувалися по всьому світу, зокрема у США, Канаді, Польщі, Італії, Туреччині, Росії, Литві, Данії,  Греції, Франції, Австрії, Румунії.

## Список фільмів

### Україна. Повернення своєї історії
Вийшов у 2016 році. Разом із онучкою розстріляного українського етнографа Антіна Оніщука команда проєкту розкриває факти пов’язані з його смертю. У фільмі показано як протягом століть переписувалася українська історія і знищувалися ті, хто боровся за незалежність країни. В рамках проєкту, за допомогою експертів-криміналістів створений гіпотетичний портрет гетьмана Івана Мазепи, а також за кістками черепу відтворено зовнішність дружини Ярослава Мудрого, шведської принцеси Інгігерди.

### Україна. Повернення своєї історії— 2
Вийшов у 2017 році. Разом з донькою українського археолога Володимира Грінченка команда проєкту розкриває факти пов'язані з історією Київської Русі. В рамках проєкту було відтворено обличчя Ярослава Мудрого.

### Україна. Повернення своєї історії— 3. Скарби нації
Вийшов у 2019 році. Разом з нащадком останнього гетьмана України Кирила Розумовського, команда проєкту розшукує вкрадені козацькі реліквії та викриває масштабну крадіжку реліквій росіянами. В рамках проєкту був створений список вкрадених артефактів та переданий Міністерству культури України для продовження роботи, щодо повернення цінностей в Україну.

### Україна. Повернення своєї історії— 4. Таємничі манускрипти
Вийшов у 2021 році. В крайньому фільмі циклу, команда проєкту розслідує справу вбитого митрополита Георгія Ярошевського, і розкриває таємницю «темних віків». У стрічці йдеться про те, чому знищувалася українська історія і викривається масштабна оборудка щодо привласнення церковної історії.